# Бёрнс, Линдси
Линдси Бёрнс (англ. Lindsay Burns; род. 6 января 1965, Биг Тимбер, Монтана), в замужестве Барбье (англ. Barbier) — американская гребчиха, выступавшая за сборную США по академической гребле в конце 1980-х — середине 1990-х годов. Серебряная призёрка летних Олимпийских игр в Атланте, чемпионка мира, победительница многих регат национального и международного значения.

## Биография
Линдси Бёрнс родилась 6 января 1965 года в поселении Биг-Тимбер, штат Монтана. Занималась академической греблей во время обучения в Гарвардском и Кембриджском университетах.
Первого серьёзного успеха на взрослом международном уровне добилась в сезоне 1987 года, когда вошла в основной состав американской национальной сборной и выступила на чемпионате мира в Копенгагене, где одержала победу в зачёте парных четвёрок лёгкого веса.
В 1990 году побывала на мировом первенстве в Тасмании, откуда привезла награду серебряного достоинства, выигранную в лёгких парных двойках — пропустила вперёд только экипаж из Дании.
На чемпионате мира 1991 года в Вене вновь стала серебряной призёркой в лёгких парных двойках, уступив на сей раз команде из Германии.
На мировом первенстве 1993 года в Рачице попасть в число призёров не смогла, показав на финише четвёртый результат.
В 1994 году в парных двойках лёгкого веса получила бронзу на домашнем чемпионате мира в Индианаполисе, здесь её обошли канадские и китайские спортсменки.
На мировом первенстве 1995 года в Тампере в той же дисциплине сумела квалифицироваться лишь в утешительный финал B.
Благодаря череде удачных выступлений удостоилась права защищать честь страны на летних Олимпийских играх 1996 года в Атланте. Вместе с напарницей Терезой Белл в лёгких парных двойках пришла к финишу второй позади команды из Румынии и тем самым завоевала серебряную олимпийскую медаль. Вскоре по окончании этих соревнований приняла решение завершить спортивную карьеру.
Впоследствии вышла замуж и взяла фамилию Барбье. Вместе с семьёй проживала в Остине и Сан-Франциско.